# Diestostemma schmidti
Diestostemma schmidti är en insektsart som beskrevs av Melichar 1924. Diestostemma schmidti ingår i släktet Diestostemma och familjen dvärgstritar.
Artens utbredningsområde är Costa Rica. Inga underarter finns listade i Catalogue of Life.